# Ilfenesh Hadera
Ilfenesh Hadera (New York, 1º dicembre 1985) è un'attrice statunitense di origine etiope.
Ha recitato nel film Baywatch del 2017, interpretando Stephanie Holden.

## Biografia

### Primi anni di vita
È di origine etiope ed europea. Suo padre Asfaha è un rifugiato etiope del Tigrino e fondatore dell'African Services Committee, una ONG con sede ad Harlem che lavora con gli immigrati africani. Sua madre Kim Nichols è co-direttrice esecutiva di ASC, e Hadera si è offerta volontaria con il gruppo prima della sua carriera di attrice. Hadera ha anche lavorato come cameriera per 10 anni prima del suo debutto televisivo.
Ha frequentato la Harlem School of the Arts, seguita dalla Fiorello H. LaGuardia High School. Ha ricevuto un MFA in Text and Performance studies dal RADA / King's College di Londra. 

### Carriera
Nel 2010 ha debuttato come attrice nel film 1/20. Collaboratrice frequente di Spike Lee, è apparsa in Da Brick, The Blacklist, Oldboy, Show Me a Hero, Chi-Raq, Chicago Fire, The Punisher e She's Gotta Have It.
Hadera ha recitato nel ruolo di Stephanie Holden nel telefilm Baywatch del 2017 e dal 2018 è Kay Daniels nella serie TV Deception. Ha un ruolo ricorrente nella serie di Showtime Billions come segretaria del gestore di fondi miliardari Bobby Axelrod, interpretato da Damian Lewis.
Il 29 settembre 2019 ha iniziato a recitare nei panni di Mayme Johnson, la moglie di Bumpy Johnson nella prima della serie televisiva drammatica Godfather of Harlem su Epix.

## Filmografia

### Cinema
- Werewolves, regia di Matthew Kennedy (2024)

### Televisione
- The Blacklist - serie TV, episodio 1x01 (2013)
- Show Me a Hero - miniserie televisiva, 6 episodi (2015)
- Chicago Fire - serie TV, episodi 4x06, 4x08-4x09 (2015)
- Billions - serie TV, 20 episodi (2016-2017)
- She's Gotta Have It - serie TV, 10 episodi (2017-2019)
- Master of None - serie TV, 3 episodi (2017)
- The Punisher - serie TV, episodio 1x07 (2017)
- Deception - serie TV, 13 episodi (2018)
- Godfather of Harlem - serie TV, 40 episodi (2019-2025)
- Blue Bloods - serie TV, episodi 12x07, 12x16 (2020-2021)
- The Equalizer - serie TV, episodi 3x18, 4x01 (2023-2024)

## Doppiatrici italiane
Nelle versioni in italiano delle opere in cui ha recitato, Ilfenesh Hadera è stata doppiata da:
- Laura Lenghi in Show Me a Hero
- Beatrice Caggiula in She's Gotta Have It
- Gaia Bolognesi in Deception
- Stella Musy in Godfather of Harlem
- Eleonora Reti in Blue Bloods